# Point chaud des Açores
Le point chaud des Açores est un point chaud volcanique responsable de la création de l'archipel des Açores, dans l'océan Atlantique nord. Un point chaud volcanique est défini comme  une zone de forte activité volcanique, une source de volcanisme à long terme. Le point chaud des Açores est relativement jeune, et est caractérisé par un bombement du plancher océanique, une anomalie gravimétrique et une géochimie basaltique qui diffère de celle habituelle des basaltes des dorsales océaniques.
Le point chaud des Açores diffère aussi des autres, tels que celui de Hawaï, du fait de ses interactions avec la dorsale médio-atlantique située juste à l'ouest. Le centre de son panache pourrait se trouver entre 100 et 200 kilomètres à l'est de la dorsale, près de l'île de Faial.

## Géologie

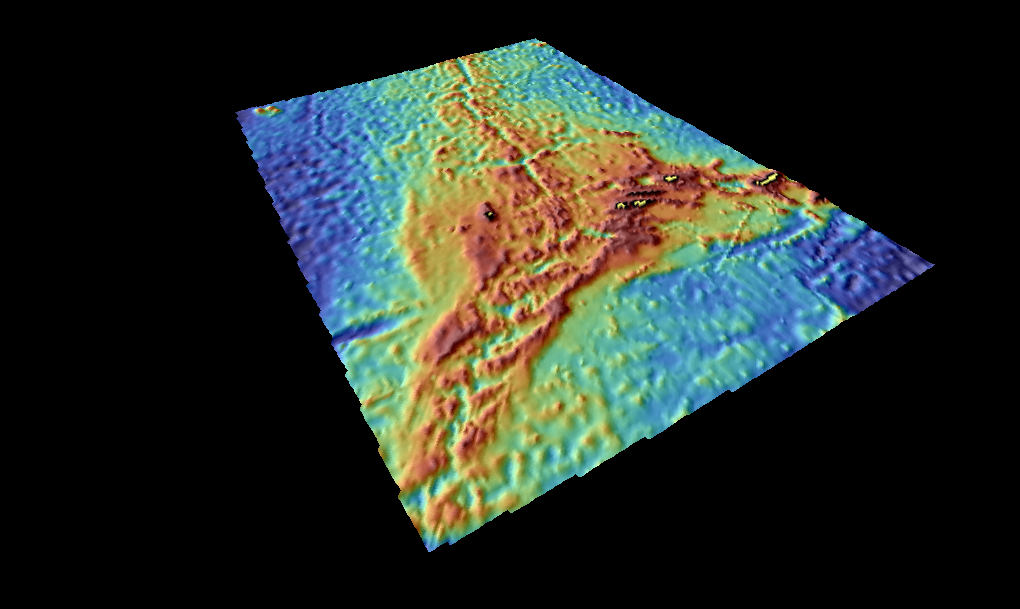
Le point triple des Açores

Le domaine des Açores, qui présente une activité volcanique depuis environ sept millions d'années, comprend le plateau et l'archipel du même nom, formé de neuf îles étendues sur une distance de 480 kilomètres. L'archipel est situé sur la branche latérale de la dorsale médio-atlantique, près du point de jonction de trois plaques tectoniques majeures : la plaque nord-américaine, la plaque eurasiatique et la plaque africaine. Cet emplacement unique provoque des interactions entre la dorsale et le point chaud, avec une variation dans le processus volcanique.

## Formation du plateau des Açores
L'archipel des Açores se dresse au-dessus du plateau des Açores, qui est une zone de croûte océanique épaisse probablement formée par le point chaud il y a vingt millions d'années. Ceci a été démontré par une anomalie de vitesse négative d'ondes sismiques secondaires sous les Açores. Cette anomalie, limitée dans la partie supérieure de la croûte, entre 250 et 300 kilomètres sous la surface, indiquerait la présence d'un panache en cours d'extinction, qui aurait créé le plateau des Açores.

## Interactions avec la dorsale
La dorsale médio-atlantique offre une perspective et un aperçu différent des points chauds. Elle agit comme une coupe transversale à travers le panache. Des anomalies au niveau de la dorsale sont dues aux interactions entre celle-ci et le point chaud des Açores. Des études de modélisation du champ de gravité ont montré que l'épaisseur de la croûte terrestre dans cette zone est de 60% supérieure à la normale ; il y a une élévation de la dorsale. L'influence du point chaud sur cette élévation est essentiellement asymétrique (nord et sud). La croûte de la dorsale serait formée par une combinaison de processus magmatique et tectonique, avec une plus grande part de magma provenant de chambres magmatiques de courte durée. Le point chaud serait responsable de l'augmentation de la production de magma dans le manteau, alimentant une chambre magmatique de durée plus longue provoquant l'épaisseur plus importante de la croûte.
Cependant, la dorsale médio-atlantique a aussi des effets sur le point chaud, qui affectent les caractéristiques du plateau des Açores. Les principales rides du plateau seraient apparue dans l'axe de l'élévation de la dorsale. Les interactions entre la dorsale médio-atlantique et le point chaud des Açores sont la cause des caractéristiques géomorphologiques uniques visibles sur le plateau des Açores, l'archipel et la zone de la dorsale qui les traverse.